# بنك سبه
Bank Sepah

بنك سبه (بالفارسية: بانک سپه) (بالإنجليزية: Bank Sepah)‏ هو شركة إيرانية متعددة الجنسيات للخدمات المصرفية والمالية ومقرها في طهران، إيران. وهو أكبر بنك في إيران. تم تأسيسها في طهران في عام 1925.

## وصلات خارجية
- الموقع الإلكتروني